# Varna (New York)
Varna est une census-designated place du comté de Tompkins, dans l'État de New York, aux États-Unis. En 2020, elle compte une population de 767 habitants.